# Armoiries de la Gagaouzie
 (septembre 2024).
Si vous disposez d'ouvrages ou d'articles de référence ou si vous connaissez des sites web de qualité traitant du thème abordé ici, merci de compléter l'article en donnant les références utiles à sa vérifiabilité et en les liant à la section « Notes et références ».

Armoiries de la Gagaouzie.

L'article 13.3 de la Loi Organique de la Gagaouzie décrit ses armoiries comme suivant:
« Au centre on peut voir un bouclier, avec dans sa partie basse, sur un champ d'argent, une représentation d'un lever de soleil. 

Les ornements nationaux sont placés symétriquement sur chaque côté du bouclier.

Le blason est encadré de deux épis d'or eux entourés d'une représentation du drapeau de la Gagaouzie. 

À l'extérieur du blason on peut voir une représentation d'une grappe de raisin et d'une branche de vigne. 

Le tout est surmonté de trois étoiles à cinq branches formant un triangle équilatéral. »